# Marchais-en-Brie
Marchais-en-Brie korábbi község Franciaországban, Aisne megyében. Lakosainak száma 338 fő (2018. január 1.). Marchais-en-Brie L’Épine-aux-Bois, Fontenelle-en-Brie, Vendières, Mécringes és Montmirail (Marne) községekkel határos.
2016. január 1-jén három másik korábbi községgel egyesült és az így létrejött Dhuys et Morin-en-Brie új község része lett.

## Népesség
A település népességének változása:
| Lakosok száma | 204  | 184  | 183  | 231  | 265  | 266  | 295  | 328  | 335  | 338  |
|               | 1962 | 1968 | 1982 | 1990 | 2006 | 2008 | 2013 | 2015 | 2017 | 2018 |